# Vlag van Duffel
De vlag van Duffel werd door de gemeenteraad op 7 november 1988 officieel vastgesteld als de gemeentelijke vlag van de Antwerpse gemeente Duffel. Op 9 mei 1989 werd hij door het Bestuur van Vlaanderen bevestigd en uiteindelijk gepubliceerd op 8 november 1989 in het officiële Belgisch Staatsblad.
Officieel wordt de vlag beschreven als:

Zeven even lange banen van geel en van rood met drie witte lelies paalsgewijze geplaatst op de middelste baan.
— Ministerieel Besluit van 9 mei 1989.

De vlag toont het wapen van de familie Berthout, belast met de drie lelies uit het wapen van de heren van Wesemael.

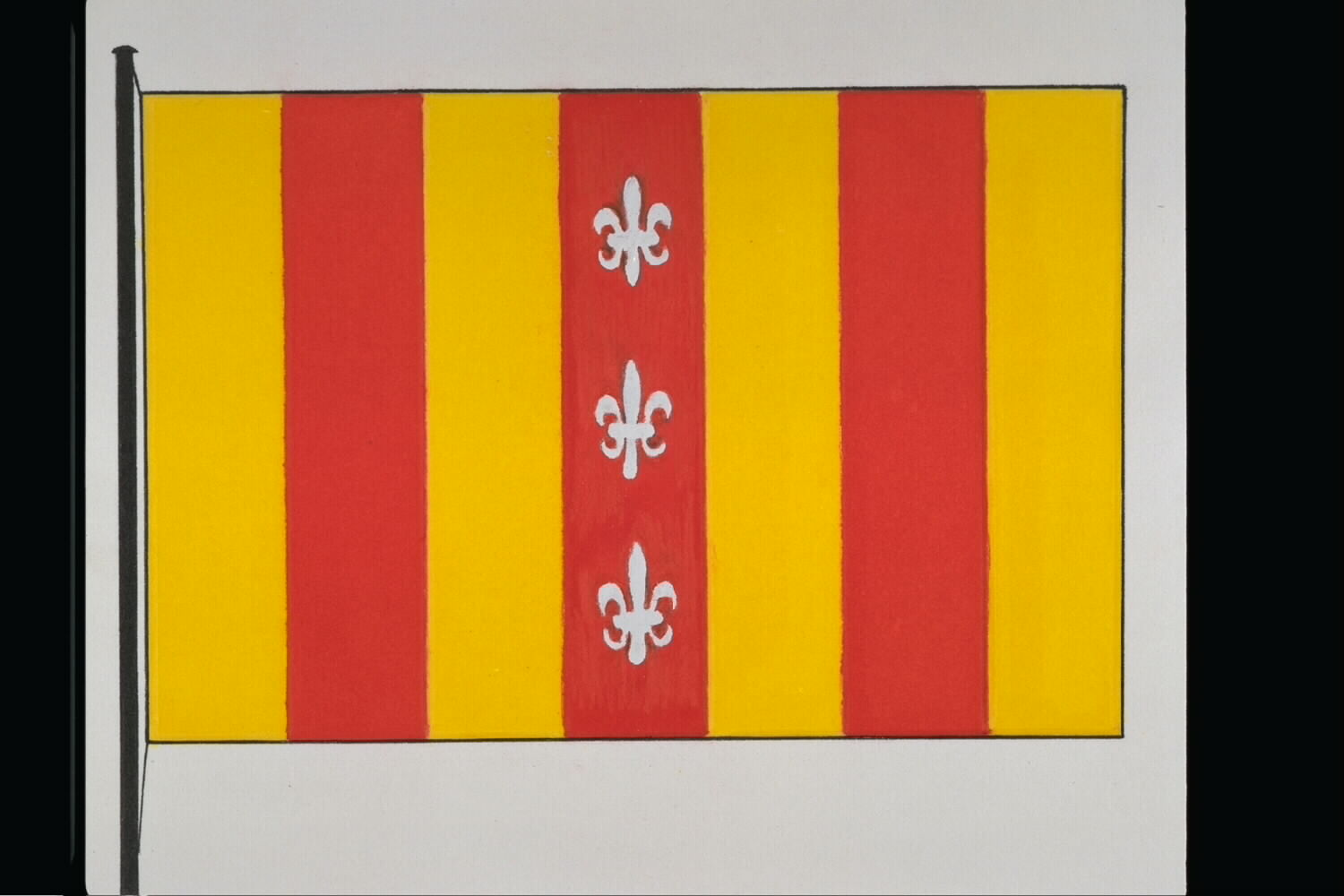
Officiële tekening van de vlag
Familiewapen van Berthout

De vlag en het wapen herinneren aan de oude schepengezels van de drie schepenbanken van Duffel, Duffel-Voogdij, Duffel-Perwijs en Duffel-Hoogheid. Elke component had inderdaad zijn eigen magistraten en zegel, gebaseerd op het wapen van de betreffende heer van de component.